# آرثر بيكرينغ
آرثر بيكرينغ (1878 - 15 ديسمبر 1939 ببرستل في المملكة المتحدة) (بالإنجليزية: Arthur Pickering)‏ هو لاعب كريكت بريطاني (وحمل سابقاً جنسية المملكة المتحدة لبريطانيا العظمى وأيرلندا) في مركز وسط ‏. لعب مع نادي مقاطعة غلوستر للكريكت ‏.

## وصلات خارجية
- آرثر بيكرينغ على موقع إي آس بي آن كريك إنفو (الإنجليزية)